# (464000) 2014 WG69
(464000) 2014 WG69 es un asteroide perteneciente al cinturón de asteroides, descubierto el 10 de octubre de 2001 por el equipo Spacewatch desde el Observatorio Nacional de Kitt Peak (Arizona, Estados Unidos).